# Xã Lower Milford, Quận Lehigh, Pennsylvania
Xã Lower Milford (tiếng Anh: Lower Milford Township) là một xã thuộc quận Lehigh, tiểu bang Pennsylvania, Hoa Kỳ. Năm 2010, dân số của xã này là 3.775 người.